# John Gibson Lockhart
John Gibson Lockhart, né le 14 juillet 1794 à Cambusnethan House (en), dans le Lanarkshire, mort le 25 novembre 1854 à Abbotsford, est un écrivain et directeur de publication écossais.

## Famille
Son père, le Dr John Lockhart, est un pasteur de Glasgow, nommé dans le Lanarkshire en 1796. Sa mère, fille du révérend John Gibson, d'Édimbourg, est une femme aux dons intellectuels considérables. Il est notamment un cousin du père William Lockhart.
Sa fille, Charlotte, épouse James Hope-Scott en 1847. Il se convertissent tous deux au catholicisme en 1851.

## Formation
Lockhart étudie à la High School de Glasgow, où il se révèle plus intelligent que travailleur. Il est victime d'une maladie et doit être retiré de l'école, avant ses douze ans ; mais, lors de son rétablissement, il entre à un âge précoce à l'université de Glasgow et révèle une précoce érudition, particulièrement en grec. Il n'a pas quatorze ans quand il entre au Balliol College, à Oxford, où il acquiert un grand fonds de connaissance en dehors du programme d'études régulier. Il lit le français, l'italien, l'allemand et l'espagnol, s'intéresse aux antiquités classiques et britanniques et devient très versé en héraldique et en traditions généalogiques.
En 1813, il obtient sa première classe d'humanités en terminale. Pendant deux ans, après avoir vécu à Oxford, il passe l'essentiel de son temps à Glasgow, avant de suivre des études de droit écossais à Édimbourg, où il est élu à la Faculté des Avocats en 1816.

## Carrière
Un Grand Tour sur le continent, au cours duquel il rencontre Goethe à Weimar, est rendu possible en 1817 grâce à la bonté de l'éditeur William Blackwood, qui lui avance l'argent contre la promesse d'une traduction des lectures de Schlegel sur l’Histoire de la littérature, qui n'a pas été publié avant 1838. Édimbourg est alors le bastion du parti Whig, dont l'organe est la Revue d'Édimbourg, et ce n'est pas avant 1817 que les tories écossais trouvent un moyen d'expression avec le Blackwood's Magazine. Après des débuts en fanfare, le Blackwood électrise le monde d'Édimbourg par une explosion de critiques brillantes. John Wilson (alias Christopher North) et Lockhart rejoignent son équipe en 1817. Lockhart prend sans doute sa part dans les articles caustiques et agressifs qui marquent les premières années du Blackwood ; mais son biographe, Andrew Lang, tente de démontrer qu'il n'est pas responsable des articles virulents contre Coleridge et l'école poétique de Cockney (en anglais, « The Cockney School of Poetry »), qui est de Leigh Hunt, Keats et leurs amis. Il a été constamment accusé d'être l'auteur du dernier article du Blackwood sur Keats d'août 1818, mais il n'éprouve guère d'estime pour Coleridge et Wordsworth.
Pour le Blackwood, il réalise également plusieurs traductions pleines d'allant de ballades espagnoles, qui sont publiées à part en 1823. En 1818, le brillant et élégant jeune homme se fait remarquer par Sir Walter Scott ; leurs relations deviennent bientôt intimes, aboutissant au mariage de Lockhart avec la fille aînée de Scott, Sophia, le 29 avril 1820. Cinq années d'un bonheur domestique ininterrompu, le couple passant l'hiver à Édimbourg et l'été dans un cottage à Chiefswood, près d'Abbotsford, où les deux aînés de Lockhart, John Hugh (en février 1821) et Charlotte (en 1828), sont nés ; un deuxième fils, Walter, voit ensuite le jour à Brighton, en 1826.
En 1820, John Scott, l'éditeur du London Magazine, rédige une série d'articles dans lesquels il attaque la conduite du Blackwood's Magazine, et fait de Lockhart le principal responsable de ces extravagances. Une correspondance s'engage, au cours de laquelle une rencontre entre Lockhart et John Scott est proposée, avec Jonathan Henry Christie et Horace Smith comme seconds. Après une série de retards et des négociations compliquées, un duel a lieu au début de 1821, au cours duquel Jonathan Henry Christie tue John Scott. Cette tragique affaire a été le sujet de nombreuses dénaturations.
Entre 1818 et 1825, Lockhart travaille infatigablement. En 1819, les Peter's Letters of his Kinsfolk paraissent et, en 1822, il publie la traduction de Don Quichotte par Peter Motteux, pour laquelle il rédige en préface une Vie de Cervantes. Quatre romans suivent : Valerius en 1821, Quelques moments dans la Vie d'Adam Blair, Ministre de Gospel à Cross Meikle en 1822, Reginald Dalton en 1823 et Matthew Wald en 1824. Mais sa force ne réside pas dans l'écriture romanesque, bien que les vigoureuses qualités du roman Adam Blair aient été reconnues par la critique moderne. En 1825, Lockhart accepte la fonction de rédacteur en chef de la Quarterly Review, qui était entre les mains de sir John Taylor Coleridge depuis le départ de Gifford en 1824.
À l'époque, sa position littéraire est bien établie, et, comme prochain héritier des propriétés écossaises de son demi-frère célibataire, Milton Lockhart, il est assez indépendant, bien qu'il ait abandonné le droit. À Londres, il connaît un grand succès social et il est reconnu comme un brillant éditeur. Il contribue largement à la Quarterly Review, ses articles biographiques étant particulièrement admirables. Il écrit un article amusant, mais violent dans la Quarterly sur les Poèmes de 1833 de Tennyson, dans lequel il ne réussit pas découvrir la marque du génie.
Il continue à écrire pour le Blackwood, rédige en 1828 pour la Collection de Constable le volume XIII, qui reste la plus charmante des biographies de Burns, la Vie de Robert Burns. Il dirige également l'organisation d'une série, appelée Librairie de la famille Murray, qui commence en 1829 avec une Histoire de Napoléon de Scott. Mais son principal ouvrage est la Vie de Sir Walter Scott (7 vols, 1837—1838 ; deuxième édition, 10 vols., 1839). Carlyle a témoigné de sa grande qualité dans une critique parue à la London and Westminster Review en 1837. Le récit que Lockhart fait des discussions entre Scott et ses éditeurs, Ballantyne et Constable, a provoqué de grandes protestations ; la polémique qui a suivi a débouché sur un pamphlet, dans lequel Lockhart exhale son amertume, Les manœuvres fumeuses de Ballantyne. La Vie de Scott est considérée, après le Johnson de Boswell, comme la plus admirable biographie écrite en langue anglaise. Les sommes recueillies, qui ont été considérables, ont été attribuées par Lockhart au paiement des créanciers de Scott.
La vie de Lockhart a été attristée par plusieurs deuils familiaux. Son fils aîné (le souffrant « Hugh Littlejohn » des Contes d'un grand-père de Scott) meurt en décembre 1831 ; Scott lui-même en 1832 ; Mrs Lockhart en 1837 ; et le dernier survivant de ses fils, Walter Lockhart, en 1852.
Abandonnant la tête de la Quarterly Review en 1853, il passe l'hiver suivant à Rome, mais retourne en Angleterre avant d'avoir recouvré la santé. Il est soigné par sa fille Charlotte, qui est devenue Mrs James Robert Hope-Scott, à Abbotsford, où il meurt le 25 novembre 1854. Il a été enterré à l'abbaye de Dryburgh, près de Sir Walter Scott.
Robert Scott Lauder a peint deux portraits de Lockhart, l'un de lui seul, l'autre avec Charlotte Scott.
Une Vie de Lockhart (2 vols., Londres et New York, 1897) a été écrite par Andrew Lang.